# Nhóm ngôn ngữ Ugria
Nhóm ngôn ngữ Ugria là một nhóm ngôn ngữ con được đề xuất của nhóm ngôn ngữ Finn-Ugria= của ngữ hệ Ural, được nói ở Nga và Hungary. Số lượng người nói khoảng 15 triệu người. Nhóm ngôn ngữ Ugria có nguồn gốc ngôn ngữ Ugria nguyên thủy, được hình thành vào cuối thiên niên kỷ thứ 3 trước Công nguyên, từ sự phân tách ngôn ngữ Phần Lan-Ugria nguyên thủy thành hai nhánh. Cái tên Ugria có nguồn gốc từ người Ugri, một ngoại danh cổ xưa của người Magyar (người Hungari) và Yugra, một khu vực ở tây bắc nước Nga.
Nhóm Ugria bao gồm ba nhóm nhỏ: Hungary, Khanty và Mansi. Tiếng Khanty và Mansi theo truyền thống được coi là hai ngôn ngữ riêng biệt, thậm chí các phương ngữ chính của chúng đủ khác biệt đến mức chúng cũng có thể được chia thành các ngôn ngữ con (gồm ba đến bốn ngôn ngữ con cho mỗi thứ tiếng). Ngôn ngữ Ugria nguyên thủy được nói từ cuối thiên niên kỷ thứ 3 TCN cho đến nửa đầu thiên niên kỷ thứ 1 TCN, ở Tây Xibia, phía đông nam dãy núi Ural. Trong ba ngôn ngữ thuộc nhóm này, tiếng Khanty và Mansi theo truyền thống được đặt tách biệt với tiếng Hungary thành nhóm Ob-Ugri, mặc dù có một số đặc điểm hợp nhất tiếng Mansi và tiếng Hungary.